# Czech Juniors 2017
Das Turnier FZ FORZA Czech Junior 2017 als bedeutendstes internationales Nachwuchsturnier von Tschechien im Badminton fand vom 17. bis zum 19. November 2017 in Orlová statt.

## Sieger und Platzierte
| Disziplin    | Gold                              | Silber                                  | Bronze                             |
| ------------ | --------------------------------- | --------------------------------------- | ---------------------------------- |
| Herreneinzel | Julien Carraggi                   | Cristian Savin                          | Christopher Grimley                |
| Herreneinzel | Julien Carraggi                   | Cristian Savin                          | Zach Russ                          |
| Dameneinzel  | Maria Delcheva                    | Vivien Sándorházi                       | Réka Madarász                      |
| Dameneinzel  | Maria Delcheva                    | Vivien Sándorházi                       | Hristomira Popovska                |
| Herrendoppel | Zach Russ Steven Stallwood        | Christopher Grimley Matthew Grimley     | Brian Holtschke Malte Wagner       |
| Herrendoppel | Zach Russ Steven Stallwood        | Christopher Grimley Matthew Grimley     | Hugo Hanecart Maximilien Lamblot   |
| Damendoppel  | Milou Lugters Alyssa Tirtosentono | Anastassija Prosorowa Valeriya Rudakova | Elena Andreu Ana Carbon            |
| Damendoppel  | Milou Lugters Alyssa Tirtosentono | Anastassija Prosorowa Valeriya Rudakova | Maria Delcheva Hristomira Popovska |
| Mixed        | Steven Stallwood Réka Madarász    | Gašper Krivec Petra Polanc              | Matěj Hubáček Berta Ausbergerová   |
| Mixed        | Steven Stallwood Réka Madarász    | Gašper Krivec Petra Polanc              | Ties van der Lecq Milou Lugters    |